# Perenideboles
- Commons
- Wikispecies

Perenideboles Ram.Goyena, segundo o Sistema APG II, é um género botânico pertencente à família Acanthaceae.

## Espécies
Apresenta duas espécies:
- Perenideboles ciliatum
- Perenideboles cilliatum
- «Lista das espécies»

## Nome e referências
Perenideboles Ram.Goyena, 1911

## Classificação do gênero
| Sistema | Classificação                       | Referência            |
| ------- | ----------------------------------- | --------------------- |
| APG II  | Ordem Lamiales, família Acanthaceae | APweb, versão 9, 2008 |